# Berg (Pfalz)
Berg település Németországban, Rajna-vidék-Pfalz tartományban. Lakosainak száma 2003 fő (2023. december 31.). Berg Lauterbourg községgel határos.

## Népesség
A település népességének változása:
| Lakosok száma | 1931 | 2053 | 2032 | 2026 | 2020 | 2003 |
|               | 1975 | 2017 | 2019 | 2021 | 2022 | 2023 |